# My Country, 'Tis of Thee
My Country, 'Tis of Thee is een Amerikaans vaderlandslievend lied, waarvan de tekst werd geschreven door Samuel Francis Smith en waarvan de melodie overeenkomt met het Britse volkslied God Save the Queen. Het lied - dat oorspronkelijk de eenvoudige titel America had - diende gedurende de negentiende eeuw vaak als onofficieel Amerikaans volkslied, naast Hail, Columbia. 
De tekst werd in 1831 gecomponeerd en gepubliceerd en op de 4th of July van dat jaar voor het eerst ten gehore gebracht in Boston. Het lied werd gespeeld bij de inauguraties van George W. Bush, 43ste en Barack Obama, 44ste President van de Verenigde Staten. Bij die laatste gelegenheid werd het gezongen door Aretha Franklin. Ook werd het lied ten gehore gebracht tijdens de begrafenis van Richard Nixon.
Daarnaast werd couplet 1 aangehaald door ds. Martin Luther King in zijn speech I Have a Dream op 28 augustus 1963.

## Tekst

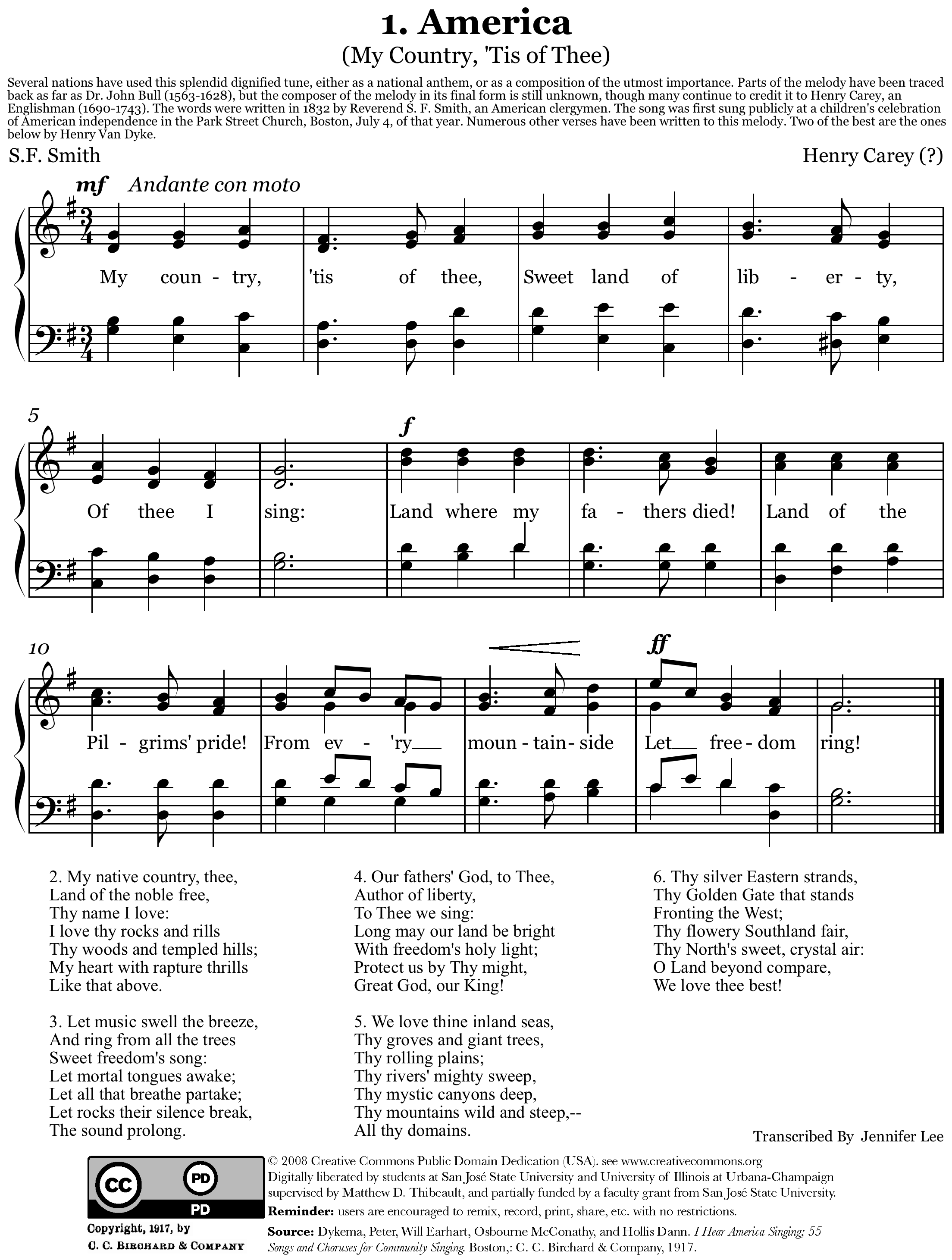
Bladmuziek van My Country, 'Tis of Thee

1
My country, 'tis of thee,

Sweet land of liberty,

Of thee I sing;

Land where my fathers died,

Land of the pilgrims' pride,

From every mountainside

Let freedom ring!
2
My native country, thee,

Land of the noble free,

Thy name I love;

I love thy rocks and rills,

Thy woods and templed hills;

My heart with rapture thrills,

Like that above.
3
Let music swell the breeze,

And ring from all the trees

Sweet freedom's song;

Let mortal tongues awake;

Let all that breathe partake;

Let rocks their silence break,

The sound prolong.
4
Our father's God to Thee,

Author of liberty,

To Thee we sing.

Long may our land be bright,

With freedom's holy light,

Protect us by Thy might,

Great God our King.